# Zinho
Crizam César de Oliveira Filho (Nova Iguaçu, 17 de junho de 1967), mais conhecido como Zinho, é um comentarista esportivo, dirigente, ex-treinador e ex-futebolista brasileiro que atuava como meio-campista. Atualmente é comentarista da ESPN Brasil.
Atuou em clubes como Flamengo, Grêmio, Cruzeiro e Palmeiras, ganhando inúmeros títulos. Já pela Seleção Brasileira, esteve presente na conquista do tetracampeonato na Copa do Mundo de 1994.

## Carreira

### Flamengo
Revelado no Flamengo, Zinho iniciou sua carreira, em 1986, quando teve a oportunidade de atuar ao lado de Zico, Andrade e Leandro, alguns dos maiores craques da história rubro-negra.
Mas além dessas feras, novos talentos como Jorginho, Ailton e Bebeto, também acompanharam-no, em suas primeiras conquistas, que incluíram os títulos do Campeonato Carioca de 1986.
Entretanto, no final dos anos 1980, o Flamengo passou por uma grande fase de transição, de modo que, deste grupo campeão carioca de 1986, Zinho foi, praticamente, o único remanescente.
Então, no comando da equipe, junto com Júnior, outro grande ídolo rubro-negro, que acabara de retornar à Gávea, Zinho sagrou-se campeão da Copa do Brasil de 1990, do Campeonato Carioca de 1991 e do Campeonato Brasileiro de 1992.

### Palmeiras
Deixando o Flamengo em 1992, após seis anos de casa, Zinho foi jogar no Palmeiras, onde tornou-se o maestro da avassaladora equipe palmeirense que foi bicampeã paulista e brasileira, em 1993 e 1994. Nesta primeira passagem, destaca-se o memorável primeiro gol do segundo jogo da final do Paulistão de 1993, marcado por Zinho. O elenco alviverde, que contava com grandes nomes como Roberto Carlos, César Sampaio, Rivaldo, Edmundo, Edílson e Evair, conquistou ainda o Torneio Rio-São Paulo daquele ano.

### Yokohama Flügels
Após a Copa do Mundo, Zinho foi jogar no Yokohama Flügels, do Japão. Três anos mais tarde, porém, o jogador voltaria ao Palmeiras.

### Retorno ao Palmeiras
Nesta sua segunda passagem pelo Palestra Itália, conquistou a Libertadores da América de 1999, seu principal título da carreira, fora a Copa do Mundo.
No Palmeiras, segundo o Almanaque do Palmeiras de Celso Unzelte e Mário Sérgio Venditti, somando-se suas duas passagens, jogou 333 jogos com 184 vitórias, 74 empates, 75 derrotas e 56 gols marcados.

### Grêmio e Cruzeiro
Zinho também jogou no Grêmio e no Cruzeiro, sendo que, pelo primeiro, foi um dos cinco jogadores mais bem pagos do país e conquistou a Copa do Brasil de 2001, ao passo que pelo outro, conseguiu seu quarto título brasileiro, igualando-se ao recorde de Andrade.
O jogador está eternizado na calçada da fama do tricolor gaúcho.

### Retorno ao Flamengo
Em janeiro de 2004, aos 36 anos de idade, Zinho acertou seu retorno ao Flamengo, pensando em encerrar a carreira no seu clube de origem. No primeiro semestre, o jogador conquistou o Campeonato Carioca pela equipe rubro-negra. No entanto, no ano seguinte, teve problemas com o então técnico Cuca, o que ocasionou a sua saída do Flamengo, fato que levou o pai de Zinho a chamar Cuca de "incompetente".
Segundo o Almanaque do Flamengo de Roberto Assaf e Clóvis Martins, somando-se as duas passagens de Zinho pelo rubro-negro carioca, ele jogou 401 jogos com 216 vitórias, 104 empates, 81 derrotas e 54 gols marcados.

### Nova Iguaçu
Após sair do Flamengo, Zinho assinou contrato com o Nova Iguaçu, time de sua cidade natal. O meio-campista estava prestes a encerrar a carreira no final de 2005, quando surgiu a proposta de ir jogar no Miami, dos Estados Unidos.

### Aposentadoria no Miami
Jogou duas temporadas no Miami antes de encerrar sua carreira em 2007, aos 40 anos. Logo após se aposentar, assumiu o cargo de treinador da equipe.

## Seleção Nacional
A relação de Zinho com a Seleção Brasileira se deu de uma maneira curiosa. Em 1970, quando o menino Crizam tinha apenas 3 anos, ele se perdeu da família durante a comemoração do tri. Ali a mãe do atleta, Moyseslita, rezou e disse que, se o encontrasse, o menino atuaria pelo Brasil.
O jogador recebeu sua primeira convocação para a Seleção em 1989, aos 21 anos.
Zinho foi campeão mundial em 1994, jogando com a camisa 9 e sendo o responsável por fazer o jogo girar — toda bola de ligação ao ataque passava por ele. O meia não balançou as redes na Copa do Mundo, mas foi importante para a conquista. Contudo, obrigado a ajudar na marcação, Zinho viu-se preso ao meio-campo e, sem poder avançar ao ataque, seu futebol não esteve à altura de suas atuações pelo Palmeiras. Logo vieram as críticas, e a imprensa esportiva da época foi extremamente dura com o jogador, que passou a ser ironizado com o apelido de Zinho Enceradeira, que foi dado pelos humoristas do grupo Casseta & Planeta. O apelido foi bastante utilizado por Galvão Bueno nas transmissões dos jogos do Brasil na Copa do Mundo. Anos depois, em julho de 2020, o locutor pediria desculpas publicamente.
Pela Seleção Brasileira, Zinho marcou seis gols em 57 jogos, segundo o livro "Seleção Brasileira 90 Anos", de Antônio Carlos Napoleão e Roberto Assaf.

### Jogos pela Seleção Brasileira
falta infos sobre os gols marcados
| #  | Data       | Partida                    | Competição                        | Gols |
| -- | ---------- | -------------------------- | --------------------------------- | ---- |
| 01 | 15/03/1989 | Brasil 1–0 Equador         | Amistoso                          | 0    |
| 02 | 29/03/1989 | Brasil 3–1 Al-Ahly         | Amistoso                          | 0    |
| 03 | 12/04/1989 | Brasil 2–0 Paraguai        | Amistoso                          | 0    |
| 04 | 10/05/1989 | Brasil 4–1 Peru            | Amistoso                          | 0    |
| 05 | 24/05/1989 | Brasil 1–1 Peru            | Amistoso                          | 0    |
| 06 | 30/04/1992 | Brasil 0–1 Uruguai         | Amistoso                          | 0    |
| 07 | 31/07/1992 | Brasil 5–0 México          | Copa da Amizade                   | 1    |
| 08 | 02/08/1992 | Brasil 1–0 Estados Unidos  | Copa da Amizade                   | 0    |
| 09 | 26/08/1992 | Brasil 2–0 França          | Amistoso                          | 0    |
| 10 | 23/09/1992 | Brasil 4–2 Costa Rica      | Amistoso                          | 0    |
| 11 | 26/11/1992 | Brasil 1–2 Uruguai         | Amistoso                          |      |
| 12 | 16/12/1992 | Brasil 3–1 Alemanha        | Amistoso                          |      |
| 13 | 17/03/1993 | Brasil 2–2 Polônia         | Amistoso                          |      |
| 14 | 18/06/1993 | Brasil 0–0 Peru            | Copa America - Grupo B            |      |
| 15 | 21/06/1993 | Brasil 2–3 Chile           | Copa America - Grupo B            |      |
| 16 | 24/06/1993 | Brasil 3–0 Paraguai        | Copa America - Grupo B            |      |
| 17 | 27/06/1993 | Brasil 1–1 (5–6) Argentina | Copa America - 4as de final       |      |
| 18 | 14/07/1993 | Brasil 2–0 Paraguai        | Amistoso                          |      |
| 19 | 18/07/1993 | Equador 0–0 Brasil         | Eliminatórias Copa do Mundo       |      |
| 20 | 25/07/1993 | Bolívia 2–0 Brasil         | Eliminatórias Copa do Mundo       |      |
| 21 | 15/08/1993 | Uruguai 1–1 Brasil         | Eliminatórias Copa do Mundo       |      |
| 22 | 22/08/1993 | Brasil 2–0 Equador         | Eliminatórias Copa do Mundo       |      |
| 23 | 29/08/1993 | Brasil 6–0 Bolívia         | Eliminatórias Copa do Mundo       |      |
| 24 | 05/09/1993 | Brasil 4–0 Venezuela       | Eliminatórias Copa do Mundo       |      |
| 25 | 19/09/1993 | Brasil 2–0 Uruguai         | Eliminatórias Copa do Mundo       |      |
| 26 | 17/11/1993 | Alemanha 2–1 Brasil        | Amistoso                          |      |
| 27 | 24/03/1994 | Brasil 2–0 Argentina       | Amistoso                          |      |
| 28 | 04/05/1994 | Brasil 3–0 Islândia        | Amistoso                          |      |
| 29 | 05/06/1994 | Canadá 1–1 Brasil          | Amistoso                          |      |
| 30 | 08/06/1994 | Brasil 8–2 Honduras        | Amistoso                          |      |
| 31 | 13/06/1994 | Brasil 4–0 El Salvador     | Amistoso                          |      |
| 32 | 20/06/1994 | Brasil 2–0 Rússia          | Copa do Mundo FIFA - Grupo B      | 0    |
| 33 | 24/06/1994 | Brasil 3–0 Camarões        | Copa do Mundo FIFA - Grupo B      | 0    |
| 34 | 28/06/1994 | Brasil 1–1 Suécia          | Copa do Mundo FIFA - Grupo B      | 0    |
| 35 | 04/07/1994 | Estados Unidos 0–1 Brasil  | Copa do Mundo FIFA - 8as de final | 0    |
| 36 | 09/07/1994 | Brasil 3–2 Países Baixos   | Copa do Mundo FIFA - 4as de final | 0    |
| 37 | 13/07/1994 | Brasil 1–0 Suécia          | Copa do Mundo FIFA - Semifinal    | 0    |
| 38 | 17/07/1994 | Brasil 0–0 (3–2) Itália    | Copa do Mundo FIFA - Final        | 0    |
| 39 | 23/12/1994 | Brasil 2–0 Iugoslávia      | Amistoso                          |      |
| 40 | 04/06/1995 | Brasil 1–0 Suécia          | Copa Umbro                        |      |
| 41 | 06/06/1995 | Japão 0–3 Brasil           | Copa Umbro                        |      |
| 42 | 11/06/1995 | Inglaterra 1–3 Brasil      | Copa Umbro                        |      |
| 43 | 29/06/1995 | Brasil 2–1 Polônia         | Amistoso                          |      |
| 44 | 07/07/1995 | Brasil 1–0 Equador         | Copa America - Grupo B            |      |
| 45 | 10/07/1995 | Brasil 2–0 Peru            | Copa America - Grupo B            |      |
| 46 | 20/07/1995 | Estados Unidos 0–1 Brasil  | Copa America - Semifinal          |      |
| 47 | 23/07/1995 | Uruguai 1–1 (3–5) Brasil   | Copa America - Final              |      |
| 48 | 09/08/1995 | Japão 1–5 Brasil           | Amistoso                          |      |
| 49 | 12/08/1995 | Coreia do Sul 0–1 Brasil   | Amistoso                          |      |
| 50 | 10/09/1997 | Brasil 4–2 Equador         | Amistoso                          |      |
| 51 | 12/11/1997 | Brasil 3–0 País de Gales   | Amistoso                          |      |
| 52 | 03/02/1998 | Brasil 0–0 Jamaica         | CONCACAF Gold Cup - Grupo A       |      |
| 53 | 05/02/1998 | Brasil 1–1 Guatemala       | CONCACAF Gold Cup - Grupo A       |      |
| 54 | 08/02/1998 | Brasil 4–0 El Salvador     | CONCACAF Gold Cup - Grupo A       |      |
| 55 | 10/02/1998 | Estados Unidos 1–0 Brasil  | CONCACAF Gold Cup - Semifinal     |      |
| 56 | 15/02/1998 | Brasil 1–0 Jamaica         | CONCACAF Gold Cup - 3o Lugar      |      |

## Estilo de jogo
Zinho sempre foi o jogador que iniciava as jogadas de sua equipe. O próprio chegou a dizer em entrevista que seu estilo de jogo é semelhante ao do espanhol Xavi. Mesmo assim, o trabalho de Zinho não era sempre apreciado, e o atleta chegou a receber o apelido de "enceradeira" por conta de seu estilo de jogo.
Porém, para Leonardo Miranda, do blog Painel Tático, do ge, Zinho foi um jogador a frente de seu tempo, justamente por ter este estilo. Segundo o jornalista, "entre 2008 e 2014, só se falava no “tiki-taka” de Espanha e Barcelona, tidos como exemplo de futebol moderno. Mas 20 anos antes, Zinho fazia o mesmo que Xavi e Iniesta e era chamado de enceradeira."
Nos clubes por onde passou, Zinho era um meia mais ofensivo. Na Seleção de 94, porém, o encaixe no esquema tático do técnico da Seleção, Carlos Alberto Parreira, fez com que ele jogasse de forma diferente, dando mais apoio à defesa.

## Pós-aposentadoria

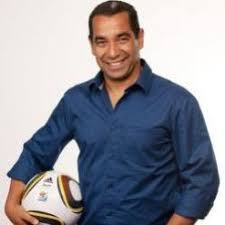
Zinho em 2010

Em 2010, voltou ao Brasil para se aprimorar na carreira de treinador. Zinho é um dos jogadores recordistas de jogos pelo Brasileirão, sendo superado por Fábio e Rogério Ceni. De 1986 a 2004, acumulou 370 jogos pela competição.

### Dirigente e comentarista esportivo
Por volta do final de 2006, o Miami propôs a Zinho que se tornasse o treinador do time. Aceitando a proposta, Zinho deu início a uma nova fase em sua vida, a de técnico. Mas em meados de 2010, retornou ao Brasil para dar continuidade à sua carreira acertando com o Nova Iguaçu, por onde esteve como diretor executivo. Em 2012 foi contratado pelo recém lançado canal Fox Sports, para trabalhar como comentarista. Porém, em maio foi convidado para assumir o cargo de diretor executivo de futebol do Flamengo, deixando a Fox Sports e assumindo o Flamengo. Em 2013, foi convidado para se tornar o diretor executivo de futebol do Santos. No final de 2014, com um novo presidente eleito, Zinho deixou a gerencia do Santos para voltar ao Rio de Janeiro e resolver questões pessoais.
No primeiro semestre de 2015, o ex-jogador esteve no canal ESPN Brasil e participou do programa Resenha ESPN. Em agosto do mesmo ano, aceitou ser auxiliar técnico de Jorginho no Vasco da Gama.

### Auxiliar técnico
Durante o período como auxiliar-técnico no Vasco, teve a primeira oportunidade de comandar a equipe como treinador numa vitória por 2 a 0 contra o Brasil de Pelotas. Na ocasião, Zinho contou com o apoio de Jorginho, que havia sido expulso numa partida contra o Avaí, válida pelo Série B, e estava cumprindo suspensão.

## Títulos

### Como jogador
Flamengo
- Taça Rio: 1986 e 1991
- Campeonato Carioca: 1986, 1991 e 2004
- Troféu Naranja: 1986
- Torneio Air Gabon: 1987
- Torneio Internacional de Angola: 1987
- Copa União (Módulo Verde): 1987
- Taça Guanabara: 1988, 1989 e 2004
- Copa Kirin: 1988
- Troféu Colombino: 1988
- Copa do Porto de Hamburgo: 1989
- Marlboro Cup: 1990
- Copa do Brasil: 1990
- Copa Rio: 1991
- Campeonato Brasileiro: 1992
- Taça Brahma dos Campeões: 1992

Palmeiras
- Campeonato Paulista: 1993 e 1994
- Torneio Rio-São Paulo: 1993
- Campeonato Brasileiro: 1993 e 1994
- Copa do Brasil: 1998
- Copa Mercosul: 1998
- Copa Libertadores da América: 1999

Yokohama Flügels
- Supercopa Asiática: 1995

Grêmio
- Campeonato Gaúcho: 2001
- Copa do Brasil: 2001

Cruzeiro
- Campeonato Mineiro: 2003
- Copa do Brasil: 2003
- Campeonato Brasileiro: 2003

Nova Iguaçu
- Campeonato Carioca - Série A2: 2005

Seleção Brasileira
- Copa do Mundo FIFA: 1994
- Copa Umbro: 1995

### Como treinador e auxiliar-técnico
Miami
- George Washington Cup: 2007

Vasco da Gama
- Taça Guanabara: 2016
- Campeonato Carioca: 2016

### Prêmios individuais
- Bola de Prata da revista Placar: 1988, 1992, 1994 e 1997